# ニコライ・ボルコフ
ニコライ・ボルコフ（Nikolai Volkoff、本名：Josip Peruzović、1947年10月14日 - 2018年7月29日）は、クロアチア出身のプロレスラー。北米に移住後、ロシア系ギミックのパワーファイターとして活躍した。
日本では「ニコリ・ボルコフ」と表記されていたが、より原音に近い発音は「ニコライ」であり、本項の記述もそれに準ずる。

## 来歴
共産ユーゴスラビア時代の構成国クロアチア出身で、父親はイタリア系クロアチア人、母親はロシア人である。ユーゴではウエイトリフティングの選手として活躍し、1967年にオーストリアのウィーンで行われたトーナメントに参加した後、カナダへ越境。
カルガリーのスタンピード・レスリングにてスチュ・ハートのトレーニングを受け、1968年9月20日、後のパートナーとなるニュートン・タットリーを相手に、ジョー・クロアチアン（Joe Croatian）の名義でデビュー。翌1969年、ベポ・モンゴル（Bepo Mongol）をリングネームに、ジート・モンゴルと改名したタットリーとのモンゴル人ギミックの悪役タッグチーム、ザ・モンゴルズ（The Mongols）を結成してアメリカに進出。
1970年よりWWWFに登場し、6月15日にニューヨークのマディソン・スクエア・ガーデンにてビクター・リベラ&トニー・マリノを破り、WWF世界タッグ王座の前身であるWWWFインターナショナル・タッグ王座を獲得。1972年7月にはザ・モンゴルズとして日本プロレスに初来日、7月30日に福岡スポーツセンターにて坂口征二のUNヘビー級王座に挑戦している。
その後、ジートとのタッグを解消してシングルプレイヤーに転向（後任には、後にマスクド・スーパースターやデモリッション・アックスとして活躍するビル・イーディーが「ボロ・モンゴル」を名乗って加入）。1974年1月、ロシア人ギミックの大型ヒール、ニコライ・ボルコフ（Nikolai Volkoff）に変身して再度WWWFに登場。フレッド・ブラッシーをマネージャーに迎え、3月4日と4月1日のMSG定期戦において、ブルーノ・サンマルチノのWWWFヘビー級王座に連続挑戦した。同年8月にはブラッシーと共に新日本プロレスに来日。タッグマッチでアントニオ猪木からフォール勝ちを収め、9月10日には愛知県体育館にてシーク・オブ・シークス・オブ・バグダッドと組み、猪木&坂口が保持していた北米タッグ王座に挑戦した。
翌1975年は、ボリス・ブレジニコフ（Boris Breznikoff）の変名でAWAに登場。ボビー・ヒーナンをマネージャーに迎え、クラッシャー・リソワスキー、ラリー・ヘニング、ビル・ロビンソン、イワン・プトスキー、グレッグ・ガニア、ジム・ブランゼル、クリス・テイラー、ジョー・ルダックらと対戦、ドイツ系ヒールのバロン・フォン・ラシクやホースト・ホフマンとも共闘した。
1975年下期からはリングネームをニコライ・ボルコフに戻し、ジム・バーネットが主宰していたNWA圏のジョージア・チャンピオンシップ・レスリングに参戦、9月23日にマイク・マッコードを破りNWAジョージア・ヘビー級王座を獲得した。10日後の10月3日にミスター・レスリング2号に敗れてタイトルを失うも、同月25日にはブルート・バーナードと組んでディック・スレーター&ボブ・オートン・ジュニアからNWAメイコン・タッグ王座を奪取している。
1976年6月よりWWWFに戻り、10月25日のMSG定期戦にて王者サンマルチノに再挑戦。以降、1970年代後半はWWWFに定着、チーフ・ジェイ・ストロンボー&ビリー・ホワイト・ウルフが保持していたWWWF世界タッグ王座にも、トーア・カマタやスタン・スタージャックと組んで再三挑戦した。
新日本プロレスにも度々参戦しており、1977年3月開幕の『第4回ワールド・リーグ戦』ではマスクド・スーパースターとの新旧モンゴルズ対決も実現。1978年4月開幕の『第1回MSGシリーズ』では、予選トーナメントで星野勘太郎と長州力を下して決勝リーグに進出、総当たり戦でアンドレ・ザ・ジャイアントとも対戦した。1979年4月17日にはペンシルベニア州アレンタウンにて、アメリカ遠征に来ていた猪木のNWFヘビー級王座に挑戦。同年10月開幕の『闘魂シリーズ』ではタイガー・ジェット・シンとも共闘した。
西側諸国のモスクワオリンピックボイコット問題で米ソ冷戦が最高潮に達した1980年には、エディ・グラハム主宰のチャンピオンシップ・レスリング・フロム・フロリダにてイワン・コロフとロシア人タッグを結成。ジャック・ブリスコとジェリー・ブリスコの兄弟チームからNWAフロリダ・タッグ王座を奪取して大ヒールとなる。アレックス・スミルノフ、ラシク、ハンス・シュローダーとも反米ユニットを結成し、ダスティ・ローデス、ディック・マードック、バグジー・マグロー、マニー・フェルナンデス、ボボ・ブラジル、ブリスコ・ブラザーズらと抗争を展開した。
1981年の下期からは、フロリダでも共闘していたロード・アルフレッド・ヘイズをマネージャーに、ロシア系ギミックの先達クリス・マルコフとのコンビでジム・クロケット・ジュニア主宰のミッドアトランティック・チャンピオンシップ・レスリングに参戦。6月27日にノースカロライナ州シャーロットにてデューイ・ロバートソン&ジョニー・ウィーバーを破り、NWAミッドアトランティック・タッグ王座を獲得した。
1982年1月には全日本プロレスの『新春ジャイアント・シリーズ』に来日。2月3日に横浜文化体育館にて、ニック・ボックウィンクルと組んでジャイアント馬場&ジャンボ鶴田のインターナショナル・タッグ王座に挑戦した。同シリーズには、前年末に新日本プロレスから全日本プロレスに引き抜かれたスタン・ハンセンも参戦しており、1976年に共にWWWF圏をサーキットしたことのあるボルコフがハンセンのパートナーを務めた。以降は日本での活動の場を全日本プロレスに移し、1982年10月9日には高知県民体育館にて、同じくWWWF時代の盟友であるブルーザー・ブロディと組んで馬場&鶴田のインタータッグに再挑戦した。1983年5月19日には赤穂市にて鶴田のUNヘビー級王座に挑戦、敗れはしたものの鶴田を片腕でネック・ハンギング・ツリーに吊るし上げるなど、桁外れのパワー殺法を披露した。
帰米後はビル・ワットが主宰していたMSWAに登場。当時のロシア系ギミックの新鋭だったクラッシャー・クルスチェフをパートナーに、ルイジアナ、ミシシッピ、オクラホマなどミッドサウス地区一帯をサーキットして、ジム・ドゥガン、マグナムTA、テリー・テイラー、ジャンクヤード・ドッグ、スティーブ・ウィリアムス、ロックンロール・エクスプレスなどと対戦した。
1984年下期、ビンス・マクマホン・ジュニアの新体制下で全米進出を行っていたWWFと再契約。再びブラッシーをマネージャーに迎え、ハルク・ホーガンのWWF世界ヘビー級王座に挑戦する一方、サージェント・スローターとの米ソ抗争を開始。スローターのWWF離脱後はアイアン・シークとの反米コンビでタッグ戦線に進出、1985年3月31日のレッスルマニア第1回大会でバリー・ウインダムとマイク・ロトンドのUSエクスプレスを破り、WWF世界タッグ王座を獲得した。その後も長きに渡ってWWFを主戦場とし、リング上でソビエト連邦国歌を斉唱するなどしてブーイングを浴びた。
シークがドラッグ問題で解雇されてからはボリス・ズーコフを相棒に、ザ・ボルシェビクス（The Bolsheviks）なる共産タッグを結成。しかし1990年、ソビエト連邦の崩壊による冷戦終結を機にベビーフェイスに転向する。一転して親米派になり、MSWA以来の宿敵であり愛国者キャラクターとして不動の会場人気を持つドゥガンのパートナーを務めた。同年、湾岸戦争の勃発によりヒールとしてWWFに復帰したスローターとの善悪逆転抗争もスタートさせている。1992年に一時WWFを離れてインディー団体に上がっていたが、1994年に「ロシア難民」のギミックでWWFに復帰。テッド・デビアスに金で買われた「所有物」として、デビアス率いる「ミリオンダラー・コーポレーション」に組み入れられるが、すでに体力的に全盛期を過ぎていたこともあり、短期間でフェードアウトしていった。
セミリタイア後は2001年4月1日のレッスルマニアX-Sevenで行われたギミック・バトルロイヤルに出場。2005年には長年に渡る功績をたたえ、WWE殿堂に迎えられた。2010年11月15日には、"Old School edition" と銘打って行われたスペシャル版の『Raw』に出演、ウラジミール・コズロフと共にリング上でソビエト連邦国歌を斉唱した。
2018年7月29日、脱水症状を発症して治療入院していたメリーランド州の病院を退院後に死去。妻によると心臓病を患っていたという。70歳没。

## エピソード

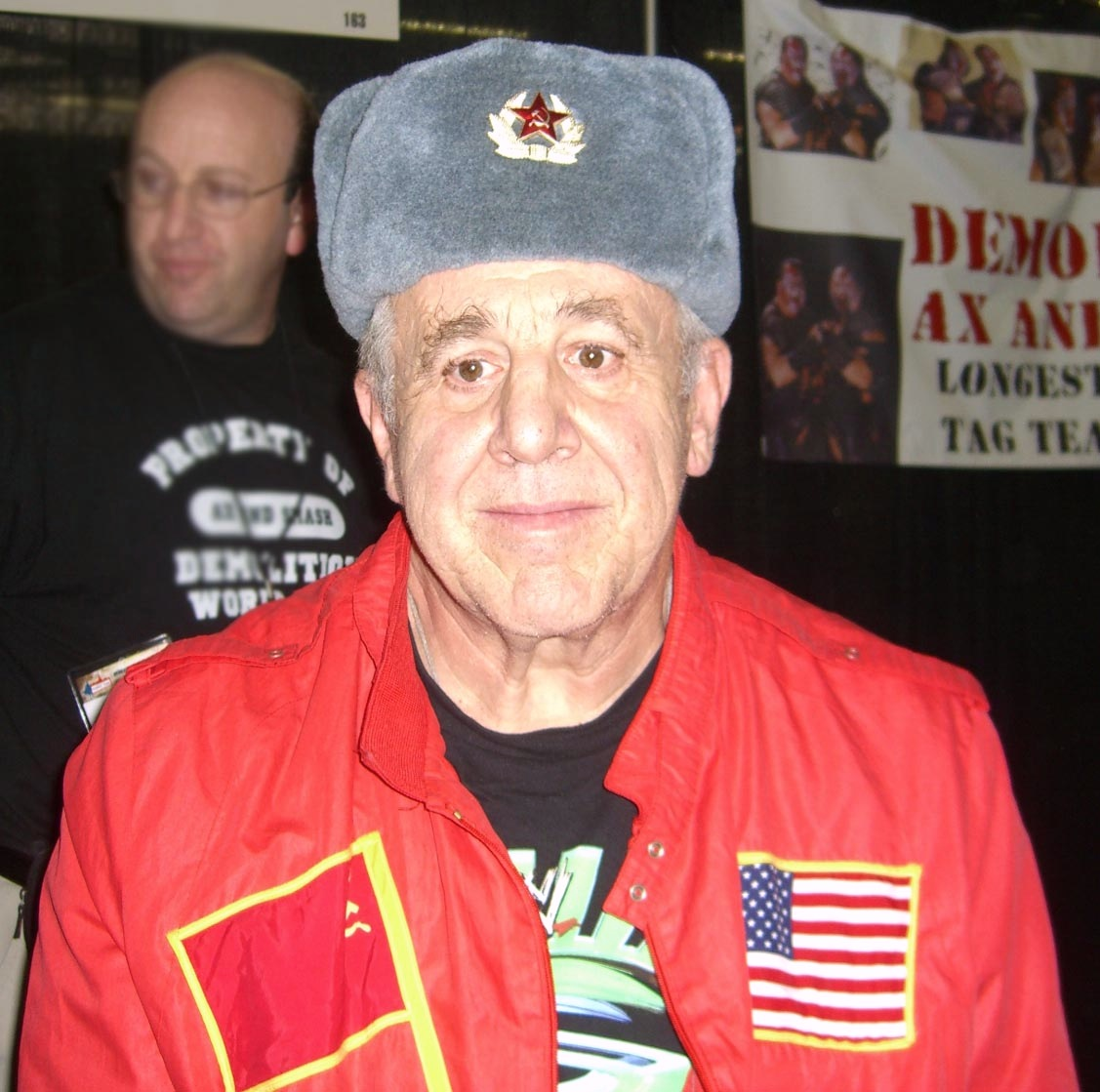

- WWWFで共産主義者のロシア人としてシングル・デビューしたボルコフだが、ユーゴスラビア移民である本人は共産主義を嫌悪していた。しかし、マネージャーのフレッド・ブラッシーに「共産主義がいかに悪であるかをリング上で演じて、アメリカ人に教えてやればいい」などと諭され、このギミックを受け入れたという[3][4]。
- 観客の憎悪を買った大ヒールだった反面、素顔は温厚な好人物として知られ、デビュー当時も子供を養うために倹約するなど、家族を大切にしていた[3]。それは他人の家族に対しても同様で、ブラッシーの娘が何年間も離れ離れだった父親に会いに来た際、ブラッシーに対し彼女に電話をするよう促したこともあったという。ブラッシーは自著で「私はニコライのしてくれたことを忘れない」と記している[38]。
- ダイナマイト・キッドもボルコフの人柄をたたえている。キッドの自著には、ブリティッシュ・ブルドッグスのマスコット犬だったマティルダが水を欲しがっているのを見て、可哀想に思ったボルコフがマティルダに水を飲ませてあげたエピソードが書かれている。しかし飲ませすぎたため、当日の試合で入場後、リングの中央でマティルダが脱糞。会場は爆笑に包まれ、キッドたちは大恥をかいたという[39]。
- 『キン肉マン』に登場するソ連出身のロボ超人、ウォーズマンの本名の由来である。

## 得意技
- ベアハッグ
- ワンハンド・ネック・ハンギング・ツリー
- ハイアングル・バックブリーカー（頭上まで相手を持ち上げ、そのまま落下させて相手の背骨を自分の膝に叩きつけてシュミット式バックブリーカーに仕留める怪力技。ハルク・ホーガンの巨体を軽々とリフトアップしたこともある）
- ボストンクラブ（1994年にWWFへ復帰した際にフィニッシュ・ホールドとして使っていた）

## 獲得タイトル
WWWF / WWF / WWE

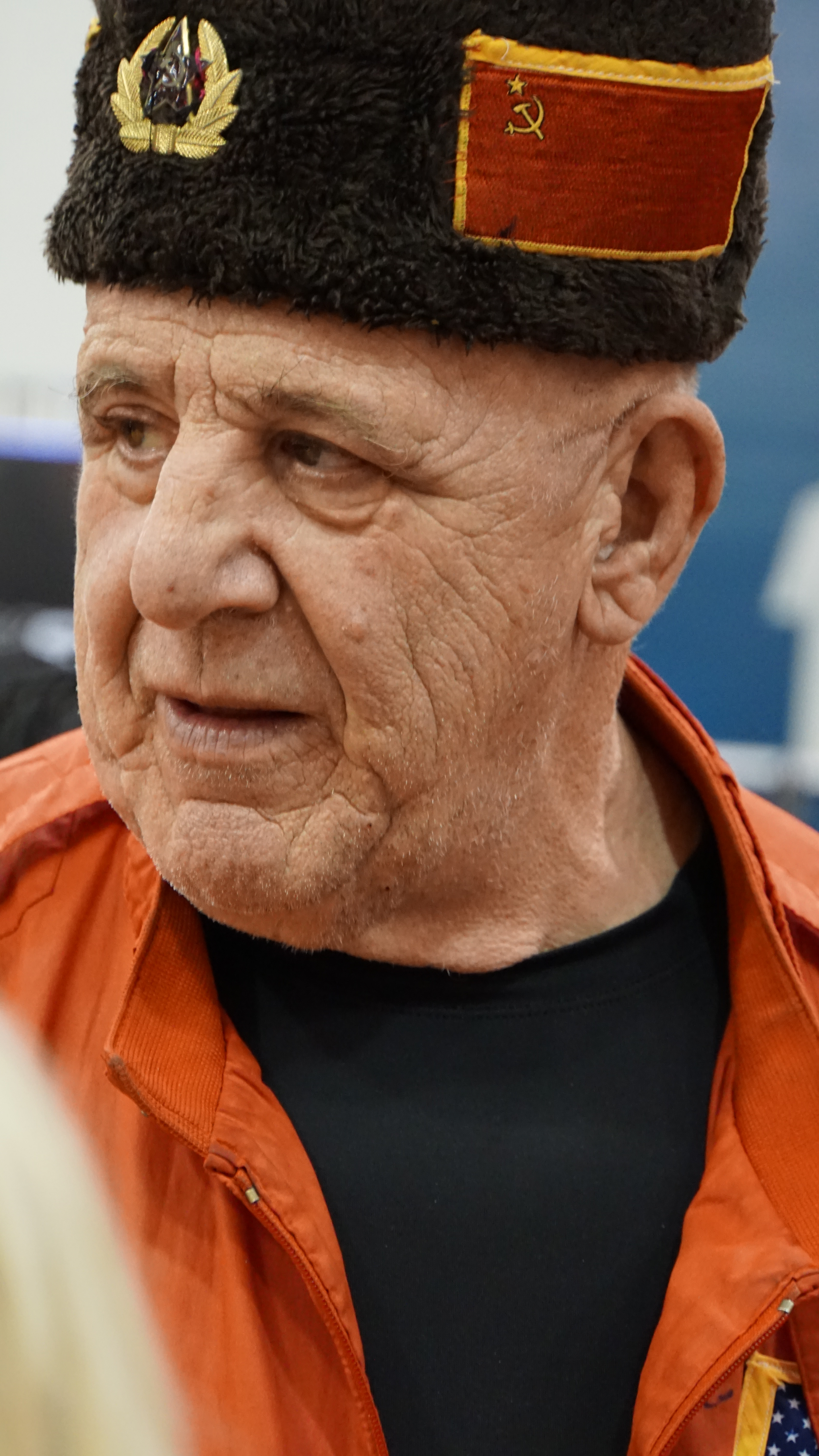

- WWWFインターナショナル・タッグ王座：2回（w / ジート・モンゴル）[7]
- WWF世界タッグ王座：1回（w / アイアン・シーク）[32]
- WWE殿堂：2005年度（インダクターはジム・ロス）[35]

ジョージア・チャンピオンシップ・レスリング
- NWAジョージア・ヘビー級王座：1回[14]
- NWAメイコン・タッグ王座：1回（w / ブルート・バーナード）[15]

チャンピオンシップ・レスリング・フロム・フロリダ
- NWAフロリダ・タッグ王座：1回（w / イワン・コロフ）[22]

ミッドアトランティック・チャンピオンシップ・レスリング
- NWAミッドアトランティック・タッグ王座：1回（w / クリス・マルコフ）[24]

ミッドサウス・レスリング・アソシエーション
- ミッドサウス北米ヘビー級王座：1回[40]

インディー団体
- NAWヘビー級王座：2回
- NCWヘビー級王座：1回
- UWAヘビー級王座：1回
- WWWAヘビー級王座：1回
- WWAヘビー級王座（インディー版）：1回

## マネージャー
- フレッド・ブラッシー（WWWF / WWF）
- ボビー・ヒーナン（AWA）※ボリス・ブレジニコフ名義
- サー・オリバー・フンパーディンク（CWF）
- ロード・アルフレッド・ヘイズ（MACW）
- スリック（WWF）
- テッド・デビアス（WWF）